# Johann Jacob Leu

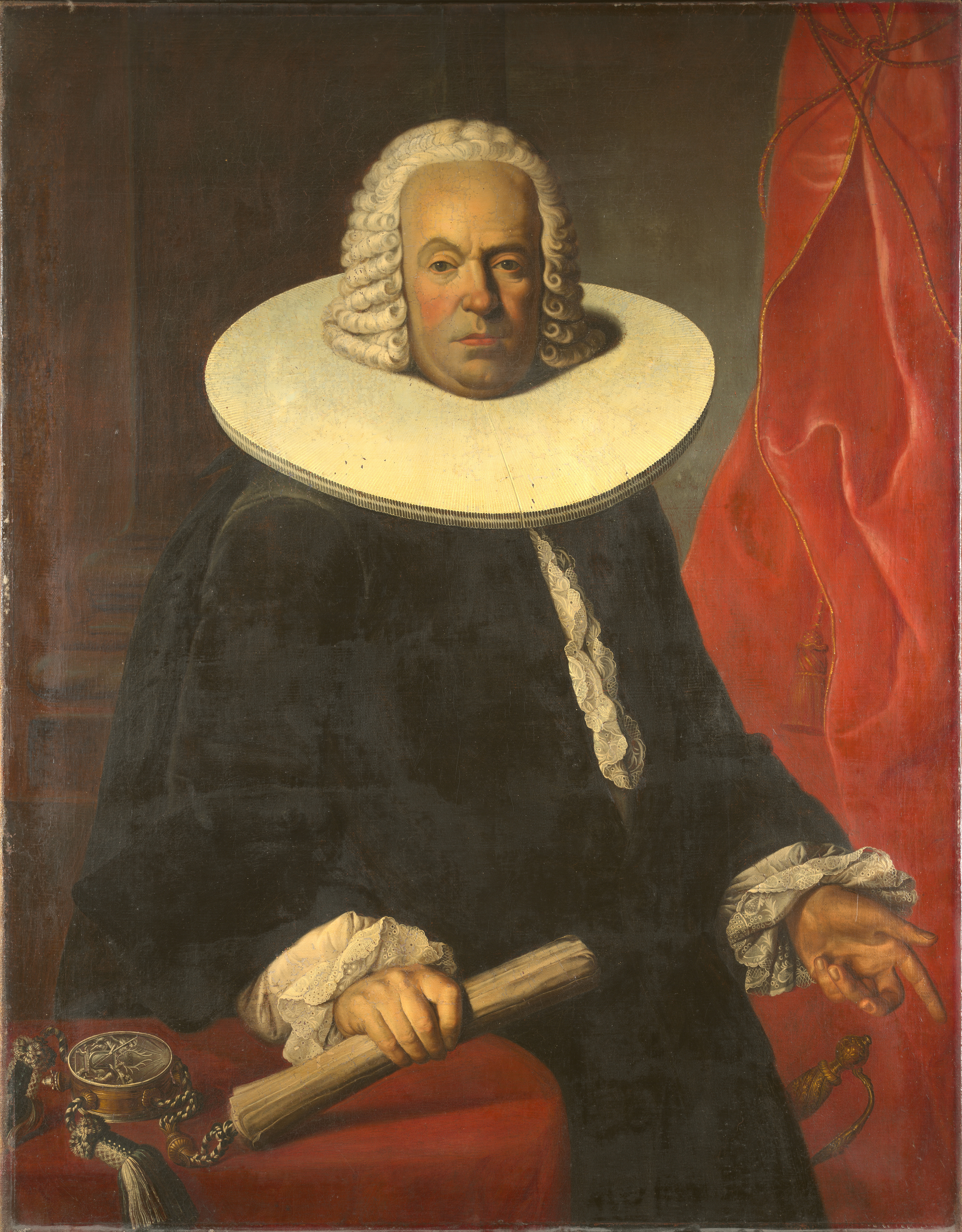
Johann Jacob Leu (um 1759), gemalt von Johann Caspar Füssli

Johann Jacob Leu oder Hans Jacob Leu (* 26. Januar 1689 in Zürich; † 10. November 1768 ebenda) war ein Schweizer Enzyklopädist und Bankier. Von 1759 bis zu seinem Tod war er Bürgermeister seiner Heimatstadt.

## Wirken
Nach Studienreisen durch Deutschland, die Niederlande und Frankreich trat Leu 1740 in den Zürcher Staatsdienst ein und bekleidete dort verschiedene Ämter, ab 1749 das Amt des Säckelmeisters.
Zusammen mit seinen Söhnen gab er ab 1747 das zwanzigbändige Allgemeine Helvetische, Eydgenössische oder Schweitzerische Lexicon heraus – das erste Lexikon über das gesamte Gebiet der damaligen Schweiz. Ebenso veröffentlichte er juristische Handbücher und weitere Nachschlagewerke.
1755 gründete er ein Bankhaus, die bis 2006 bestehende Bank Leu. 1759 wurde er Bürgermeister auf Lebenszeit der Stadt Zürich.

## Schriften (Auswahl)
- Von dem Regiment der loblichen Eydgenossschaft. 1722 (erweiterte Neuausgabe des Werkes von Josias Simler).
- Eydgenössisches Stadt- Und Land-Recht. 1727–1746 (4 Bände).
- Allgemeines Helvetisches, Eydgenössisches oder Schweitzerisches Lexicon. 1747–1765 (20 Bände, online).